# Phantasiai
Na filosofia helenística, phantasiai (φαντασίαι) são informações recebidas da experiência sensorial. Os pirrônicos, epicuristas e estoicos usam o termo para se referir à informação recebida através dos sentidos e que surge nos pensamentos.
No estoicismo, as phantasiai representam julgamentos pré-cognitivos originados de nossas experiências anteriores ou de nosso pensamento subconsciente. O fundador do estoicismo, Zenão de Cítio, sugeriu que a alma é impressa pelos sentidos da mesma forma que um anel de sinete imprime sua forma em cera macia; todos os estados e atividades psicológicas, como consentimento mental, cognição, impulso e conhecimento, são extensões ou respostas a phantasiai. De acordo com Epiteto, o sábio evita a doxa, uma crença fraca ou falsa, ao recusar o consentimento quando as condições não permitem uma compreensão clara e certa da verdade de um assunto. Algumas fantasias experimentadas em circunstâncias perceptivamente ideais, entretanto, são tão claras e distintas que só poderiam provir de um objeto real; estas eram consideradas kataleptikê (aptos para serem compreendidos). As phantasiai catalépticas obrigam ao assentimento pela sua própria clareza e representa o critério da verdade.